# As White as in Snow
As White as in Snow (Så vit som en snö) è un film del 2001 diretto da Jan Troell.
Si aggiudica tre Guldbagge Awards, come miglior film, per la regia e la fotografia. Oltre a ciò, è stato candidato alla miglior sceneggiatura.
Quest'ultima è basata sulla novella Den ofullbordade himlen scritta da Jacques Werup, che a sua volta è stato ispirato dalla vita di Elsa Andersson, la prima donna aviatrice in Svezia, interpretata nel film da Amanda Ooms. Altri personaggi chiave del film sono interpretati da Björn Granath, Stina Ekblad, Shanti Roney, Björn Kjellman, Reine Brynolfsson e Rikard Wolff.
La traduzione del titolo dallo svedese all'inglese è leggermente diversa, infatti sarebbe in realtà As White as a Snow (cioè bianca come la neve), citazione della poesia/canzonetta Lejonbruden, cantata nel film.

## Trama
Il film è basato sulla storia della prima donna aviatrice svedese. Elsa Andersson è nata all'inizio del ventesimo secolo e cresciuta da suo padre Sven, un contadino, dopo la morte di sua madre.
Fin da giovane, Elsa è affascinata dagli aeroplani ed entra nella nuova scuola di volo a Ljungbyhed. Diversi suoi compagni di scuola s'innamorano di lei, l'unica studentessa. Dopo una storia finita male, decide di ritornare a casa.
Durante gli anni '20 decide di passare un po' di tempo a Berlino, ritornando poi in Svezia ispirata. Una volta tornata, decide di seguire la sua vocazione e si butta negli spettacoli di paracadutismo.

## Riconoscimenti
Guldbagge - 2002
Miglior film
Miglior regista a Jan Troell
Migliore fotografia a Mischa Gavrjusjov e Jan Troell
Candidatura migliore sceneggiatura a Jacques Werup e Jan Troell